# Verzögerter Masseverschluss
Der verzögerte Masseverschluss, auch als gebremster Masseverschluss bezeichnet, ist eine Zwischenform zwischen der starren Verriegelung und dem unverriegelten Masseverschluss einer automatischen Waffe.

## Funktionsprinzip

### Frühe Versuche
Beim Friktionsverschluss wurde der Rücklauf des einteiligen Verschlussblockes durch Reibung verzögert. Die Gewindesteigung von Schraubverschlüssen wurde so gewählt, dass die Freigabe des Verschlussblockes erst erfolgte, nachdem der Gasdruck genügend abgesunken war. Eine andere Methode war es, den Verschlussblock auf eine Rampe auflaufen zu lassen. Als frühe Beispiele können die Pistolen von Schönberger und Schwarzlose aus den frühen Neunzigerjahren des 19. Jahrhunderts, die Maschinenpistole Villar-Perosa M1915 sowie das Thompson-Selbstladegewehr mit Schraubverschluss genannt werden. Bei der Savage-Pistole M1907 rotiert der Lauf. Dieser ist mit dem Verschluss über eine kurvenförmige Kulisse verbunden, die diesen nach einer Drehung des Laufes um 5° freigibt. Diese Drehung wird gebremst, da die Rotationsbeschleunigung des Geschosses durch die Züge eine Gegenkraft ausübt.

### Heutige Anwendungen
Der Verschluss von Waffen mit verzögertem Masseverschluss besteht meist aus zwei Komponenten, dem Verschlusskopf und dem dahinterliegenden Steuerstück. Beide sind durch einen Mechanismus verbunden, der einerseits ins Verschlussgehäuse eingreift und damit den Rücklauf des Verschlusskopfes abbremst, andererseits durch die dabei entstandene Kraft das Steuerstück um ein Mehrfaches beschleunigt. Dies bewirkt, dass das Steuerstück durch seine Massenträgheit den Rücklauf des Verschlusskopfes hemmt, bis die Verriegelung gelöst wird. Daraufhin läuft der Verschluss zurück, die nächste Patrone wird nachgeladen. Die Beschleunigung des Steuerstückes und seine Masse sind so berechnet, dass der Verschlusskopf erst frei zurücklaufen kann, wenn der Gasdruck im Lauf weitgehend abgesunken ist.

### Druckausgleichsrillen

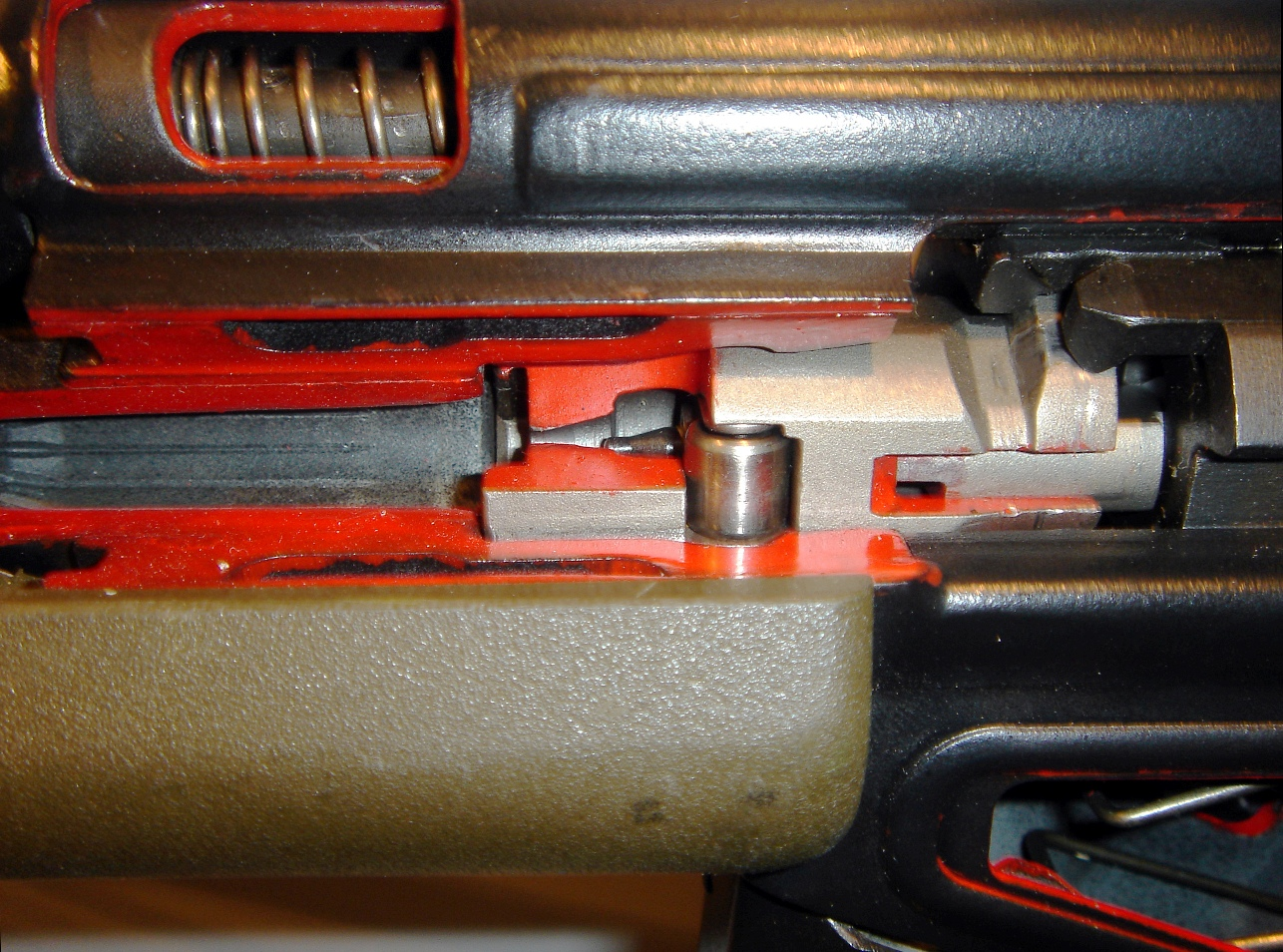
Schnittmodell des Verschlusses eines G3 Gewehrs mit Druckausgleichsrillen im Patronenlager.

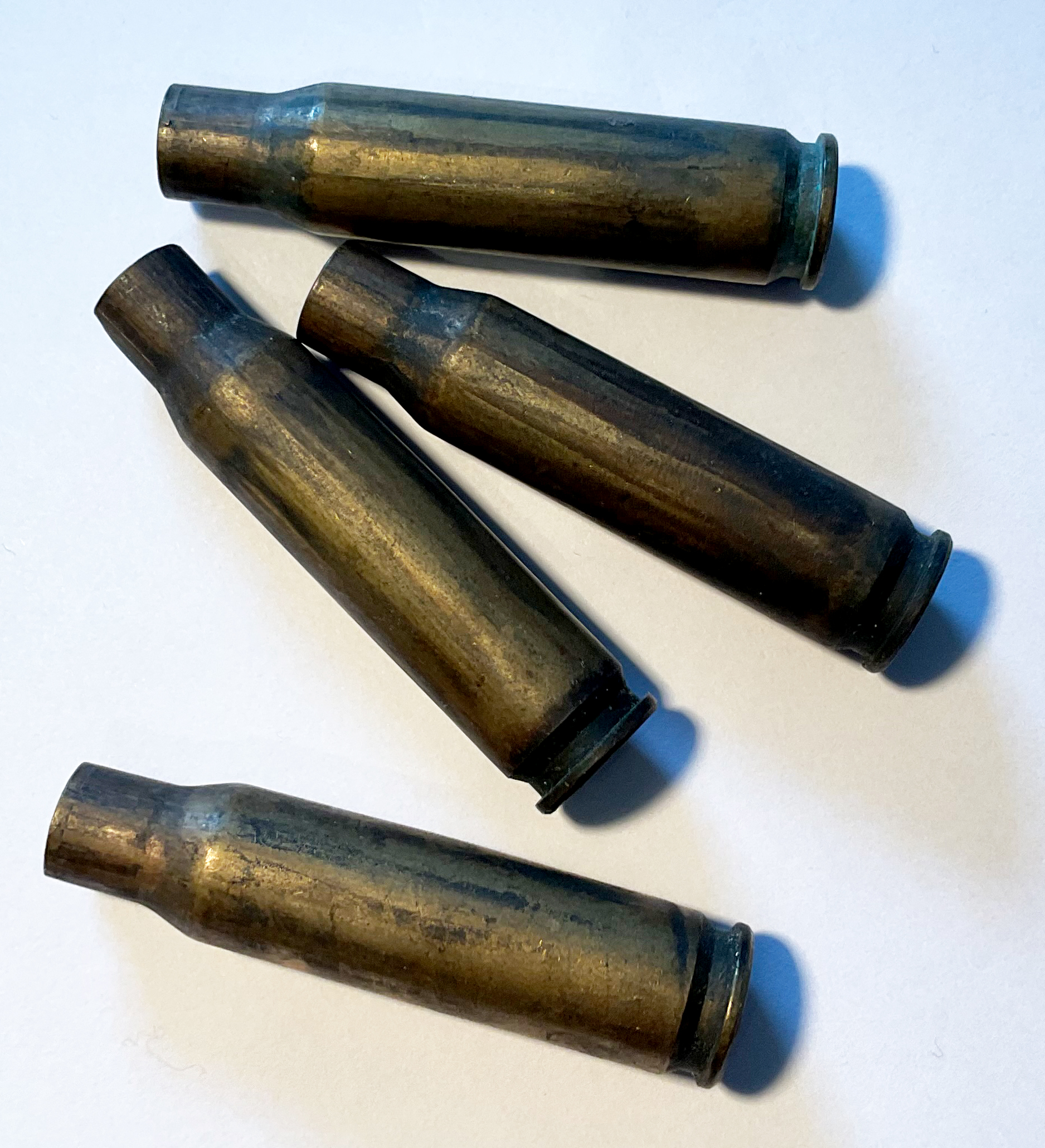
Abgefeuerte G3 Patronenhülsen mit den typischen Schmauchspuren durch die Druckausgleichsrillen

Da der Rücklauf des Patronenbodens und Verschlusskopfes unmittelbar mit dem Druckaufbau im Lauf beginnt, entsteht eine Zugspannung in der Patronenhülse, die bei der Verwendung von Flaschenhalshülsen problematisch sein kann. Da der nach vorne sich verjüngende Teil der Hülse durch den Gasdruck nach vorne gepresst und damit blockiert wird, kann dies zu Hülsenreißern führen. Um dies zu vermeiden, werden Druckausgleichsrillen im vorne sich verjüngenden Teil des Patronenlagers angebracht, damit wird der Innendruck auf den Hülsenkonus ausgeglichen. Mit der Weiterführung der Rillen ins Patronenlager wird zudem erreicht, dass Gas in den zylindrischen Spalt zwischen Hülse und Patronenlager eindringt, die Hülse wird dann schwimmend ausgezogen. Bei früheren Waffen wurde das Reißen durch einfetten der Hülsen verhindert. Das Prinzip der Druckausgleichsrillen wurde erstmals im sowjetischen Tokarew-Selbstladegewehr und im Winchester Model 1940, einem Versuchsgewehr im Kaliber .30-06 für die US-Marines, angewendet.

### Kritik am Begriff
Der Begriff verzögerter Verschluss, wie auch die Begriffe halbstarr und teilverriegelt stehen in der wissenschaftlichen Fachliteratur in der Kritik. Grundlage ist die technische Uneindeutigkeit, da in der Physik Verzögerung als Verlangsamung einer bereits bestehenden Bewegung verstanden wird, was so nicht auf alle Verschlüsse zutrifft, welche in der populären Literatur als verzögert bezeichnet werden. Das Begriffspaar halbstarr und teilverriegelt wird von den Ingenieurwissenschaften als untechnisch angesehen, da es dort keinen Zwischenschritt zwischen Formschluss und Kraftschluss geben kann. In der englischen Populärliteratur findet sich der Begriff delayed, als Äquivalent zu verzögert. In der englischen wissenschaftlichen Literatur wird jedoch zwischen delayed und retarded (dt. verlangsamt, behindert) unterschieden. Dabei bezieht sich delayed auf kraftschlüssig dynamische Verschlüsse, wohingegen sich retarded auf formschlüssig statische Verschlüsse bezieht. Beide fallen unter den Begriff blowback eine einfache Form von gas operated.

## Waffen mit verzögertem Masseverschluss

### Skoda-MG 1893 / 1902

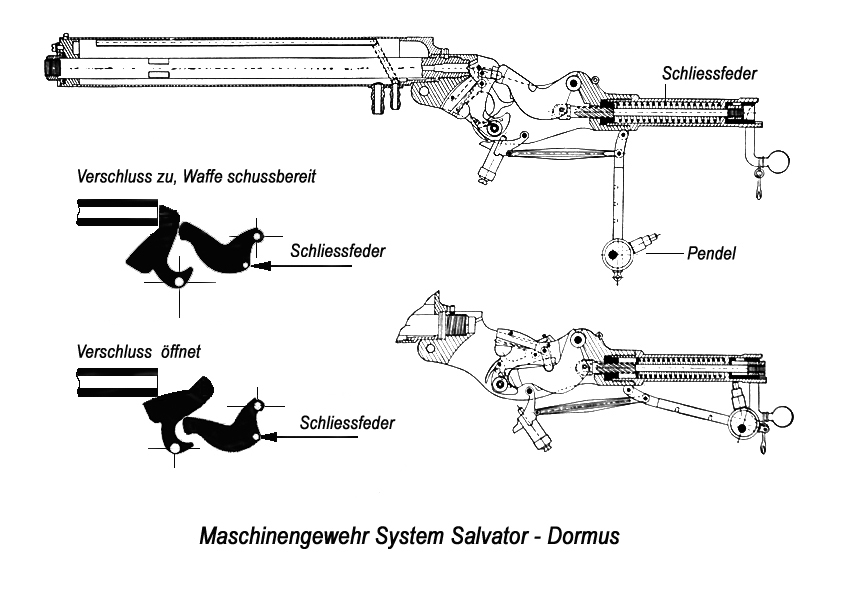
Funktion des MG Salvator-Dormus / Skoda M 1902

Bereits 1893 gab die österreichisch-ungarische Armee das Maschinengewehr Skoda M93 versuchsweise an die Truppe ab. Die vom österreichischen Erzherzog Karl Salvator und Ritter von Dormus entwickelte Waffe hatte einen zweiteiligen Verschlussmechanismus. Seine zwei Komponenten, der Verschluss und die Verzögerungsmasse, waren schwenkbar auf einer Achse gelagert. Bei schussbereiter Waffe stützte die Verzögerungsmasse den Verschluss, beim Abschuss wurde sie in Rotation versetzt und gab damit den Verschluss verzögert frei. Die Schließfeder wurde durch die Rotation der Verzögerungsmasse gespannt, damit wurde der Nachladevorgang eingeleitet. Die Schusskadenz konnte durch Verstellen des Pendelgewichts zwischen 180 und 250 Schuss/Min geregelt werden. Die Patronenzufuhr erfolgte von oben. Um eine einwandfreie Funktion zu gewährleisten, mussten die Patronen geölt werden. Beide Waffen verwendeten die damals von der Österreich-Ungarischen Armee verwendeten Mannlicherpatronen.

### Schwarzlose-Maschinengewehr Modell 1907 / 1912

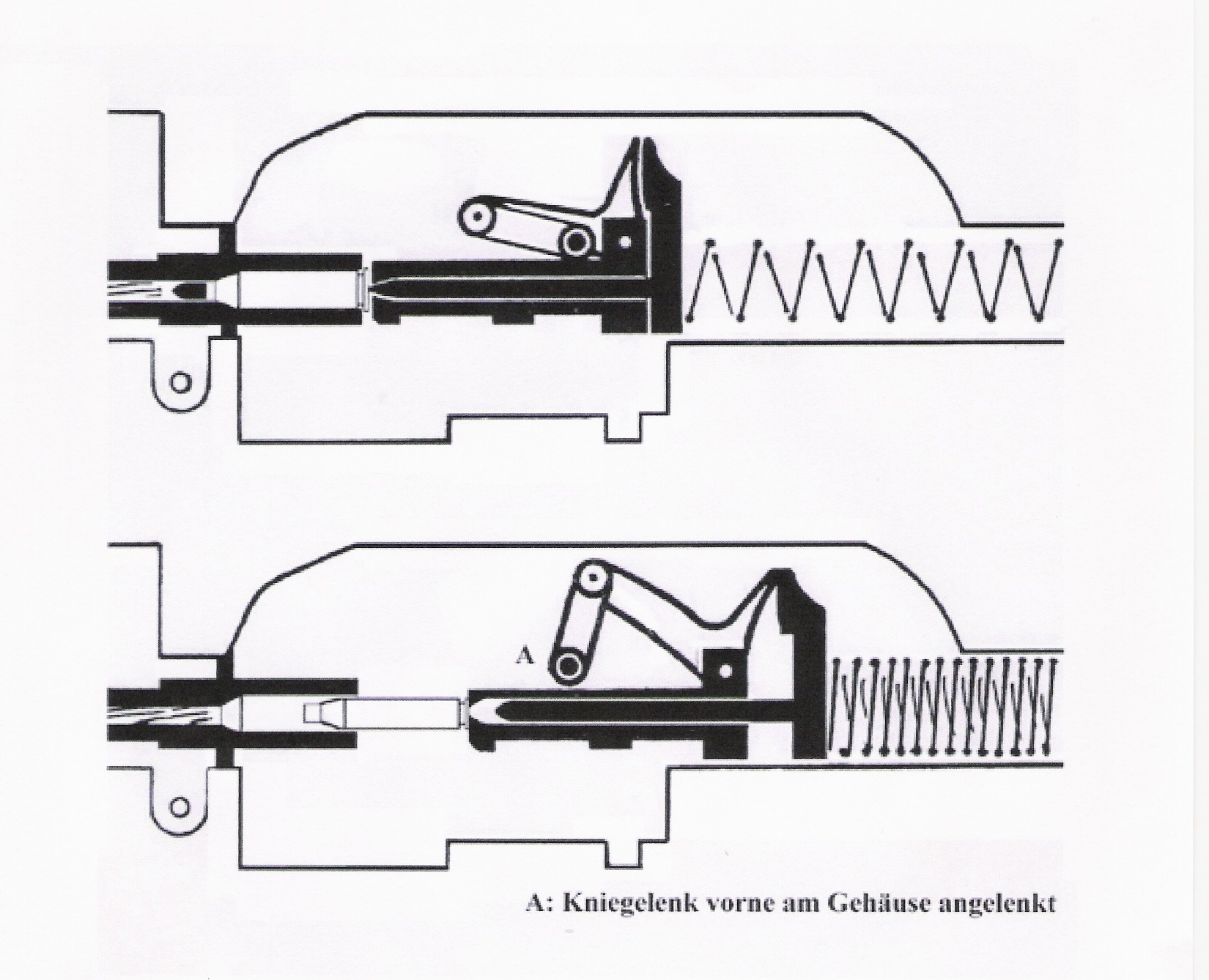
Funktion des verzögerten Masseverschlusses des MG Schwarzlose

Beim Schwarzlose-MG wird der Rücklauf des Verschlusses durch ein nahezu geschlossenes Kniegelenk verzögert; dieses ist vorne am Gehäuse und hinten am Verschlusskopf angelenkt. Ein hinten am Kniegelenk angebrachter Hebel überträgt die Bewegung beschleunigt auf die hintere von der Schließfeder belastete Komponente des Verschlusses, was zusätzlich zur Verzögerung beiträgt. Gegen Gasaustritte nach hinten wurde der Lauf kurz gehalten. Hülsenreißer wurden durch Ölen der Patronen vermieden.

### Thompson-Selbstladegewehr
Der Verschluss des ab 1917 von der amerikanischen Firma Auto-Ordnance Company entwickelten Selbstladegewehrs beruhte auf dem Prinzip der unterbrochenen Artillerie-Schraubverschlüsse. Der beim Thompson-Gewehr verwendete Zylinderverschluss trägt ein unterbrochenes Gewinde; dieses passt ins im Verschlussgehäuse angebrachten Muttergewinde. Die Steigung des sechsgängigen Gewindes ist so berechnet, dass der Verschluss erst entriegelt, wenn der Gasdruck weitgehend abgefallen ist. Zum Öffnen muss sich der Verschluss um 90° drehen; um den Rücklauf zu erlauben muss der Winkel der tragenden Gewindesektoren kleiner als 90° sein. Zur zusätzlichen Verzögerung ist der Verschluss zweiteilig ausgeführt; die Berührungsfläche der beiden hintereinanderliegenden Komponenten ist als Doppelhelix ausgebildet. Bei der Rotation der vorderen Komponente wird die hintere zusätzlich beschleunigt, da ihre Rotation durch parallel zur Achse liegende Führungen verhindert wird.

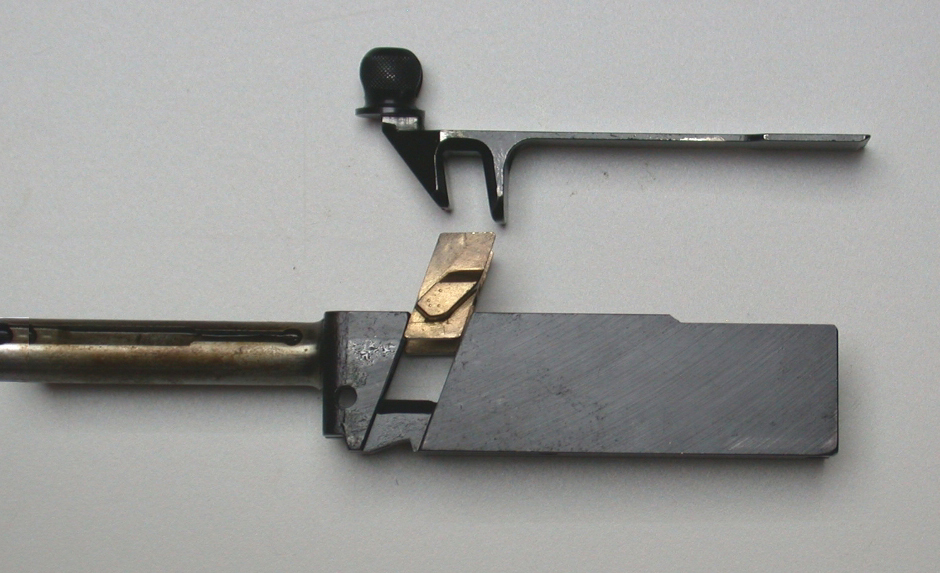
Thompson Model 1921 Verschluss, H-Verbindungsstück, leichtes M21 Steuerstück

 Die dahinterliegende Schließfeder wird gespannt, der Nachladevorgang wird eingeleitet. Das Gewehr ist eine aufschießende Waffe. Um die Funktion zu gewährleisten und Hülsenreißer zu vermeiden, mussten die Patronen geölt werden. Zum Laden dient wie bei Repetiergewehren mit Zylinderverschluss der Kammerstängel. Falsch war die Annahme der Erfinder, dass die Verzögerung auf dem Blish lock genannten Effekt beruhe, aufgrund dessen er seinen Blish-Verschluss patentieren ließ. Sie beruht auf der Trägheit der übersetzt beschleunigten Massen sowie dem Reibungswiderstand in den Gewindegängen, der Doppelhelix und den Parallelführungen im Verschlussgehäuse. In der Evaluation der US-Armee zum Ersatz des Springfield M1903-Repetiergewehres wurde der Thompson bereits in den 1920er-Jahren getestet, bewährte sich jedoch nicht und wurde zurückgewiesen.

### Thompson-Maschinenpistole

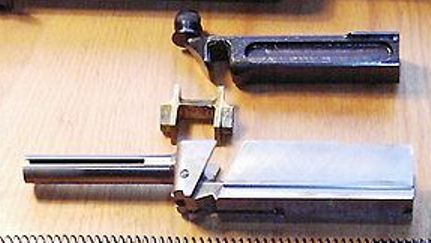
Thompson M1928, Verschluss, H-Verbindungsstück, schweres M28 Steuerstück

Bei der von der amerikanischen Firma Auto-Ordnance entwickelten Thompson-Maschinenpistole gleitet der zweiteilige Verschluss in einem vierkantigen Verschlussgehäuse zurück. Die beiden Verschlusskomponenten sind durch ein H-förmiges Zwischenstück aus Bronze verbunden. Dieses verzögert den Rücklauf des Verschlusskopfes mit zwei Verriegelungselementen, indem diese in kurze, 45° nach oben führende Einfräsungen im Verschlussgehäuse eingreifen. Da es im Verschlusskopf in einem Winkel von 70° nach oben gleitet, bremst es diesen zusätzlich. Gleichzeitig beschleunigt das H-Stück die hintere Komponente des Verschlusses, das durch die Schließfeder nach vorne gepresste Steuerstück, das auch den oben aus dem Verschlussgehäuse ragenden Ladeknopf trägt. Sobald die Verriegelungselemente des H-Stückes freigegeben sind, kann das gesamte Verschlusssystem zurücklaufen, die Schließfeder wird gespannt und der Nachladevorgang wird eingeleitet. Die ersten Thompsons M 21 (1921) hatten eine Schusskadenz von 800 Schuss/Min. Um die Kadenz auf 600 Schuss/Min. zu verringern, wurde die Masse der hinteren Komponente beim Modell 1928 erhöht und die Schließfeder durch eine härtere mit kleinerem Durchmesser ersetzt. Spätere, vereinfachte Varianten der Thompson haben einen einteiligen Masseverschluss und funktionieren einwandfrei. Die Thompson Maschinenpistole ist eine zuschießende Waffe, sie verschießt die .45 ACP-Patrone.

### Pedersen-Selbstladegewehr

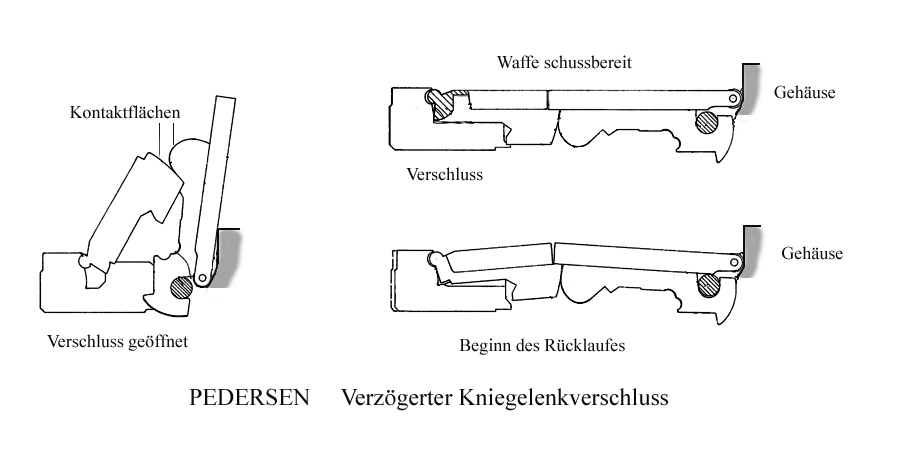
Pedersen Kniegelenkverschluss, Funktion

Wie beim Schwarzlose-MG wird die Öffnung des Verschlusses durch ein Kniegelenk verzögert. Allerdings ist dieses nicht wie beim Schwarzlose geknickt, sondern fast vollständig gestreckt. Das Kniegelenk bildet ein annähernd gleichschenkliges Dreieck, bei dem der Höhenschnittpunkt (respektive der Drehpunkt) zwischen den beiden Schenkeln nahe über der Basislinie liegt. Durch die besonders gerechnete Form der Kontakt- oder Abrollflächen wird erreicht, dass sich der Drehpunkt beim Rücklauf des Verschlusskopfes weniger von der Basislinie entfernt, als dies bei einem konventionellen Kniegelenk der Fall wäre. Dies führt dazu, dass die Gegenkraft des federbelasteten Kniegelenkes länger anhält, was die Verzögerung des Rücklaufes des Verschlusskopfes in der Anfangsphase länger aufrechterhält.
Obschon das Pedersen-Gewehr eine relativ schwache Munition im Kaliber .276 Pedersen verschoss, mussten die Patronen gefettet oder gewachst sein, um eine einwandfreie Funktion zu gewährleisten. In der Evaluation der US-Armee zum Ersatz des Springfield M1903-Gewehres in den 1930er-Jahren stand der Pedersen in Konkurrenz mit dem von John C. Garand entwickelten Gasdrucklader, dem M1 Garand im ursprünglichen Kaliber .30-06 Springfield, welcher 1936 schließlich bei der US-Armee eingeführt wurde.

### SIG MKMO-Maschinenpistole, Remington Model-51-Pistole

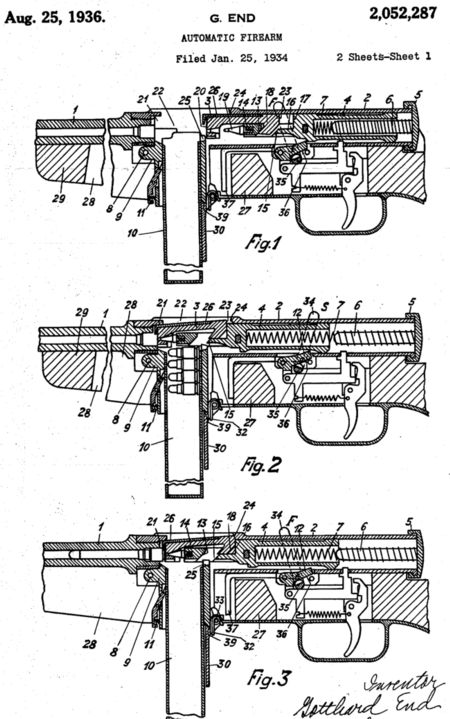
SIG MKMO, Patentzeichnung

Prinzip am Beispiel des SIG MKMO

Bei der SIG-Maschinenpistole MKMO, (eigentlich Maschinenkarabiner, für Militär, Hülsenauswurf oben) und der Remington 51 Pistole ist der Verschluss zweiteilig. Beim MKMO besteht er aus Verschlusskopf und Steuerstück, bei der Remington 51 aus Verschlusskopf und Schlitten. Beim Schuss laufen beide gemeinsam zurück, bis der beim Abschuss gekippte Verschlusskopf nach einigen Millimetern auf eine Verriegelungsschulter im Verschlussgehäuse (beziehungsweise im Griffstück) aufschlägt und gestoppt wird. Das mitbeschleunigte Steuerstück resp. der Schlitten laufen aufgrund ihrer Massenträgheit weiter zurück, kippen den Verschlusskopf nach einer gewissen Distanz aus seiner Verriegelung und laufen gemeinsam gegen die von der Schliessfeder ausgeübte Kraft nach hinten, wodurch der Nachladevorgang eingeleitet wird. Der Nachteil dieses vom amerikanischen Waffenspezialisten John D. Pedersen patentierte System ist, dass der Verschluss um einige Millimeter ungebremst zurückläuft und deshalb für Flaschenhalshülsen ungeeignet ist.

### Reising-Maschinenpistole

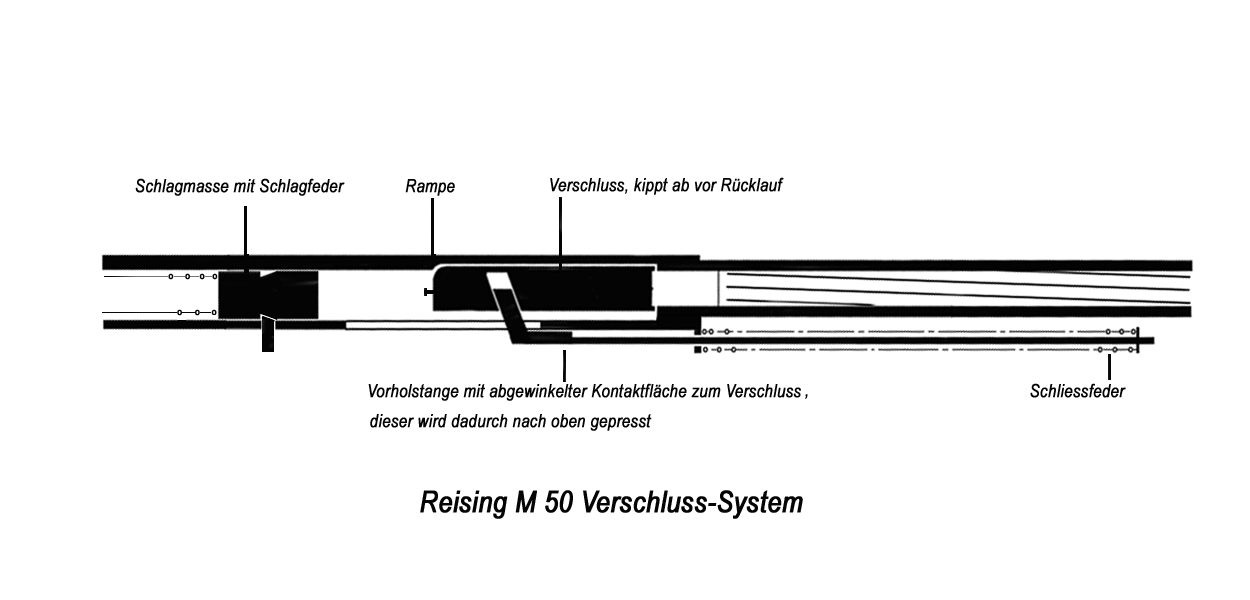
Reising M 50, Friktionsverschluss

Beim Verschluss der Reising Maschinenpistole handelt es sich um einen typischen Friktionsverschluss. Der einteilige Verschlussblock muss zuerst den Widerstand einer Rampe überwinden und abkippen, bevor er zurückläuft. Das Bremsmoment wird durch die abgewinkelte Kontaktfläche zur Vorholstange verstärkt. Der Ladehebel ist in einem Schlitz unten im Vorderschaft am vorderen Ende der Vorholstange angebracht, durch die Ladebewegung wird die Blockierung des Verschlusses gelöst, was den Ladevorgang erleichtert. Der Vorteil des vom amerikanischen Ingenieurs Eugene Reising 1940 patentierten Friktionssystems ist, dass die Verschlussmasse geringer gehalten werden kann als bei Waffen mit reinem Masseverschluss wie der amerikanischen Cal .45 M3 „Grease Gun“-Maschinenpistole.
Die von Harrington & Richardson hergestellte Waffe ist aufschießend, d. h. der Verschluss ist vor dem Schuss in vorderer Stellung. Sie verschießt .45 ACP-Patronen wahlweise in Einzel- oder Seriefeuer. Zur Verminderung des Rückstoßes ist am Laufende eine Mündungsbremse angebracht. Die Waffe wurde im Zweiten Weltkrieg von der US-Armee an Spezialeinheiten abgegeben. Eine im Auftrag des amerikanischen Marine Corps entwickelte Version, das Modell 55, hatte einen Klappschaft, jedoch keine Mündungsbremse. Später wurde auch ein Selbstladekarabiner Modell 60 hergestellt.

### Glock-Pistolen G25 und G28
Die Glock-Pistolen G25 und G28 im Kaliber .380 ACP haben im Gegensatz zu den im Browning-System verriegelten Waffen im stärkeren Kaliber wie 9-mm-Parabellum einen verzögerten Masseverschluss. Lauf und Verschluss sind beim Schuss nicht verriegelt, der Verschluss-Schlitten läuft allein ca. 4 mm nach hinten, bis die Vorderkante der Auswurfsöffnung auf die Verriegelungskante des Laufes trifft, diesen nach hinten mitzieht und dadurch etwas abgebremst wird. Nach 3 mm gemeinsamen Rücklaufs wird der Lauf durch die hakenförmige Steuerkulisse unterhalb des Patronenlagers nach unten abgesenkt, was die Rücklaufgeschwindigkeit des Verschlusses weiter vermindert. Die restliche Distanz bis zum Anschlag legt der Verschluss allein zurück.

### Hebelverzögerter Masseverschluss

Hebelverzögerter Masseverschluss: Durch den bewegt sich der langsamer zurück als der.

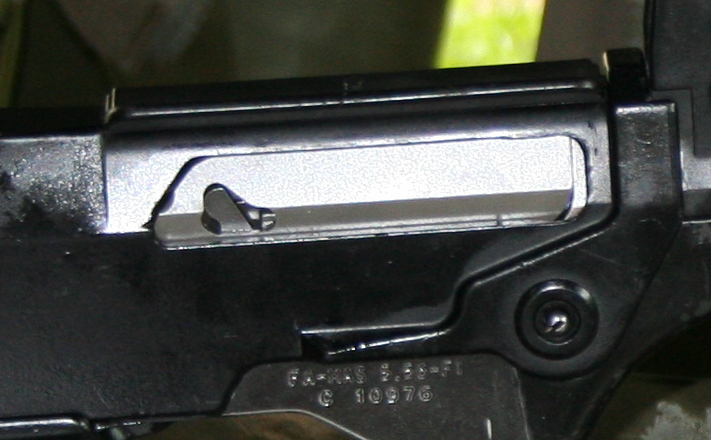
Hebelverzögerter Masseverschluss einer FAMAS

Der Verschluss des französischen Einheitsmaschinengewehres AA-52 sowie des FAMAS-Gewehres besteht aus zwei Teilen, dem Verschlusskopf und einer schwereren dahinterliegenden Komponente. Beide sind durch einen Hebelmechanismus verbunden. Mit seinem kürzeren Arm greift der Hebel in eine Einfräsung im Verschlussgehäuse ein. Durch die beim Schuss auftretende Kraft läuft der Verschlusskopf geringfügig nach hinten, der Hebel wird in eine Drehbewegung versetzt. Dies führt einerseits dazu, dass sein längerer Arm die dahinter angebrachte Komponente stärker nach hinten beschleunigt und damit eine entsprechend große Gegenkraft erzeugt, andererseits löst sich die Verriegelung zwischen dem kürzeren Hebelarm und dem Verschlussgehäuse. Der Verschluss läuft frei nach hinten, die nächste Patrone wird nachgeladen. Um Hülsenreißer zu vermeiden, sind im sich verjüngenden Teil des Patronenlagers Druckausgleichrillen eingefräst.
Diese Konstruktion basiert auf einem Patent John Pedersens vom März 1922 für eine nicht gebaute Variante der Remington 51. Die erste Waffe mit diesem Verschluss war das FÉG 39M. Dessen Konstrukteur – der Ungar Pal Király – gilt damit als ein Erfinder dieses Verschlusses.

### Verzögerter Rollenverschluss

Beweglich abgestützter Rollenverschluss:
B: Der hat ein Vielfaches der Strecke des zurückgelegt.

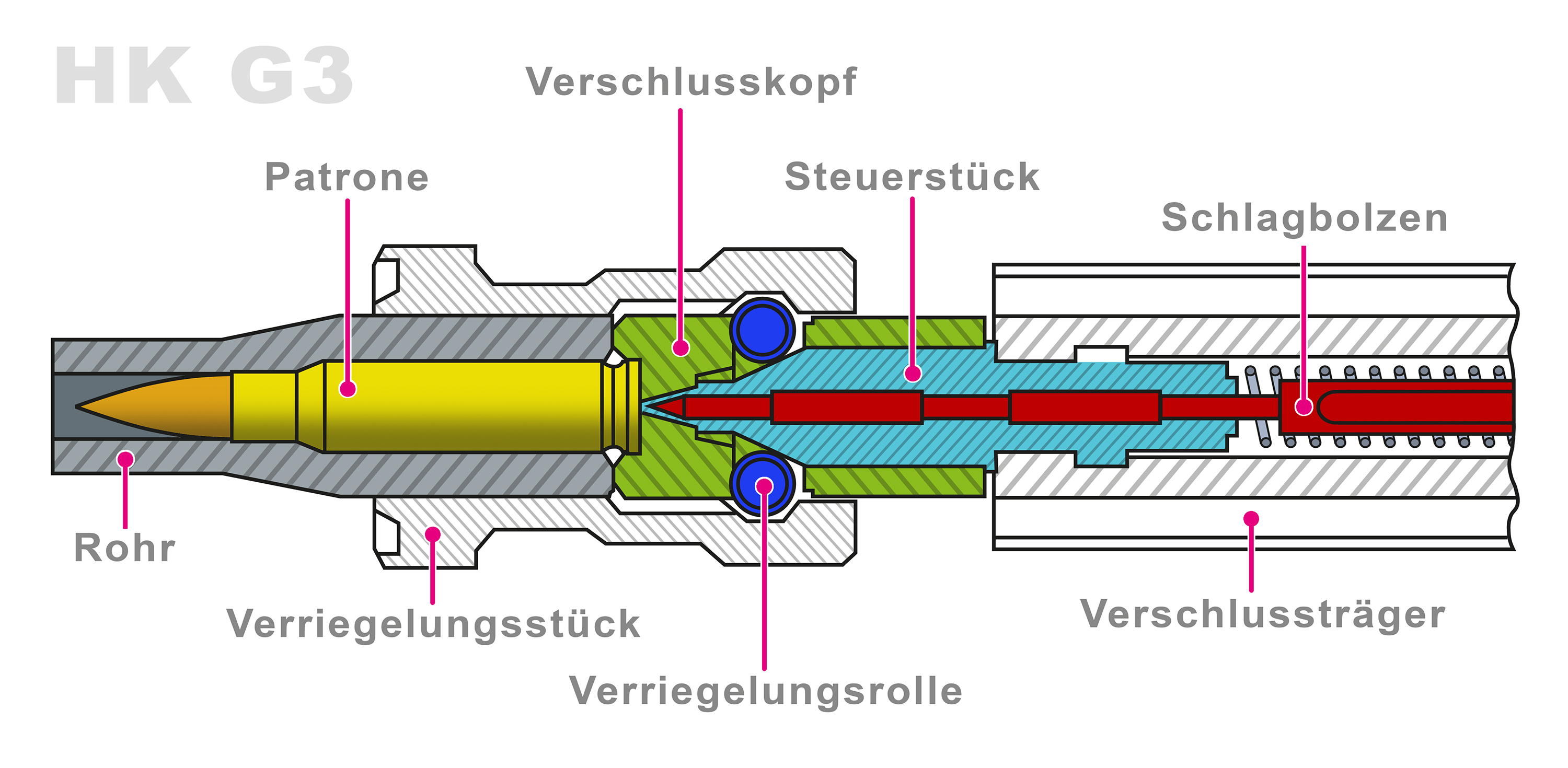
Schnittdarstellung des G3-Verschlusses

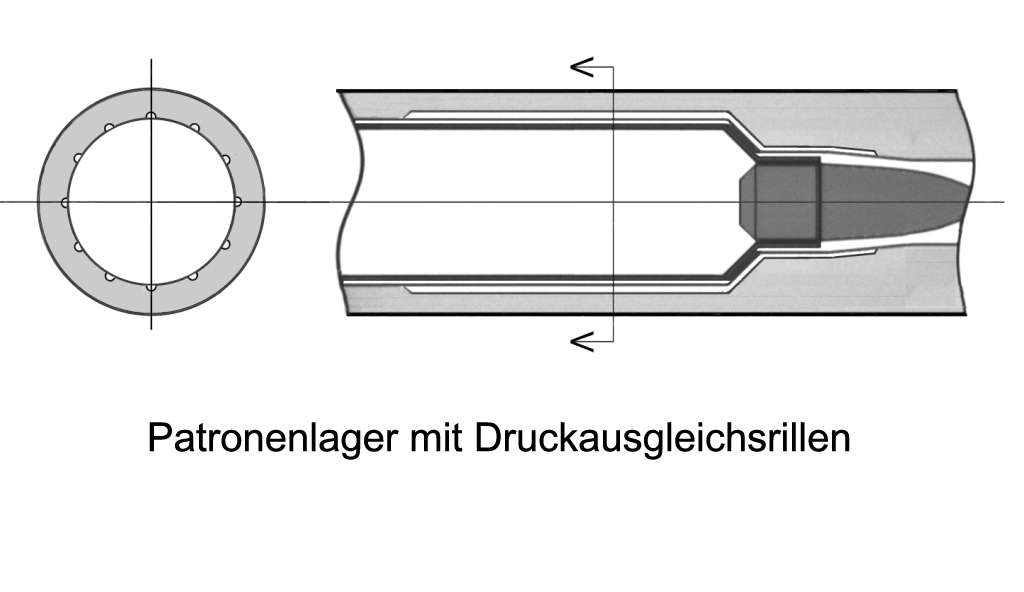
Patronenlager mit Druckausgleichsrillen

Beim deutschen Sturmgewehr 45 und seinen Nachfolgern, dem CETME (Schnellfeuergewehr), den Rollenverschlusswaffen von Heckler & Koch, dem schweizerischen Sturmgewehr 57 und den Calico-Waffen besteht der Rollenverschluss aus dem Verschlusskopf, den Verriegelungsrollen und dem dahinter liegenden Steuerstück. Die hinter dem Steuerstück liegende Schließfeder drückt dieses nach vorn, dabei drückt der vorne am Steuerstück liegende Keil die Verschlussrollen mit seinen Steuerflächen in die seitwärts im Verschlussgehäuse angebrachten Widerlager. Die Waffe ist verriegelt und schussbereit.
Die beim Schuss auf den Verschlusskopf wirkende Kraft hat eine Rücklaufbewegung desselben zur Folge. Die zwischen Verschlusskopf und Verschlussgehäuse liegenden Verschlussrollen übertragen den Rückdruck über die Widerlager auf das Waffengehäuse. Gleichzeitig wirkt der auf die Verriegelungsrollen ausgeübte Druck auf den Keil des Steuerstückes, dieses weicht zurück, die Verriegelungsrollen treten aus den Widerlagern aus und das beschleunigte Steuerstück zieht den Verschlusskopf nach hinten. Der Nachladevorgang ist ausgelöst.
Die Form der Widerlager und der Winkel des Keils am Steuerstück sind so berechnet, dass das Steuerstück gegenüber dem Verschlusskopf übersetzt beschleunigt wird. Zudem ist die Masse des Steuerstückes größer als die des Verschlusskopfes. Beides führt zu einer Verlangsamung des Rücklaufes des Verschlusskopfes. Da der Verschlusskopf beim Schuss nicht blockiert ist, sondern geringfügig nach hinten läuft, muss vermieden werden, dass die Hülse bei noch hohem Gasdruck zerrissen wird. Dazu werden bei Waffen mit verzögertem Masseverschluss Druckausgleichsrillen in den sich vorne verjüngenden Teil des Patronenlagers eingefräst. Der Innendruck auf den Hülsenkonus und den zylindrischen Teil der Hülse wird damit ausgeglichen.

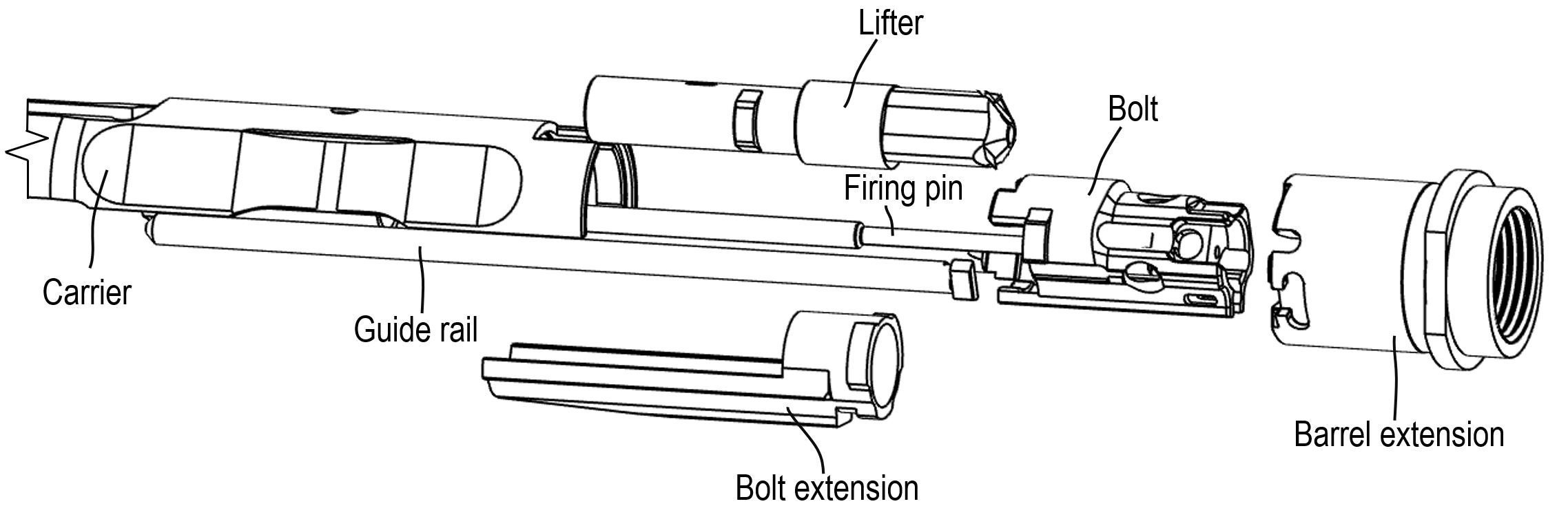
Verschluss, der Kugeln (auf dem Bild nicht vorhanden) statt Rollen verwendet

Das US-amerikanische Unternehmen MEAN Arms hat einen Verschluss entwickelt, der Kugeln anstatt Rollen verwendet.

### Gasdruckverzögerter Masseverschluss

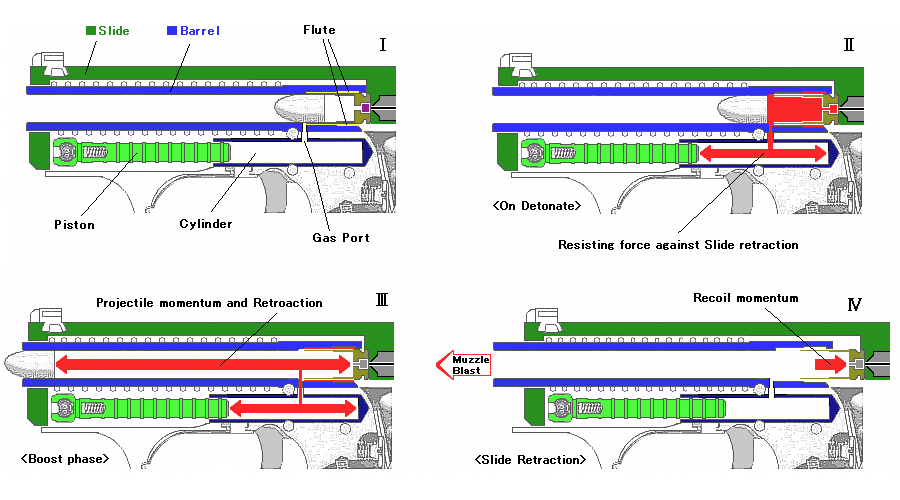
Prinzip am Beispiel der HK P7

Dieses System hat, wie ein Masseverschluss, keine mechanische Verriegelung oder Verzögerung. Der Rücklauf des Verschlusses wird durch den beim Schuss anfallenden Gasdruck verzögert. Eine oder mehrere hinten im Lauf angebrachte Gasentnahmebohrungen leiten das Gas in einen parallel zum Lauf angebrachten Zylinder. Der darin liegende, mit dem Verschluss verbundene Kolben wird durch den Gasdruck nach vorne gepresst und verzögert somit den Rücklauf des Verschlusses.
Das dem VG-45 zu Grunde liegende System wurde 1944 unter Leitung des damaligen Chefkonstrukteurs Barnitzke entwickelt und stellte eine Neuheit dar. Das VG-45 hat jedoch keinen separaten Zylinder. Die Gasentnahmebohrungen im Lauf leiten das Gas in eine auf das vordere Laufende aufgeschobene Hülse, die mit dem Laufmantel und dem Verschluss verbunden ist. Durch den nach vorne wirkenden Gasdruck in der Hülse verzögert diese den Rücklauf des Systems, solange Gasdruck vorhanden ist. Das System hat den Vorteil, dass der Rücklauf des Verschlusses durch den je nach Stärke der Patrone anfallenden Gasdruck angepasst mehr oder weniger verzögert wird. Nachteilig ist der relativ große Gasverlust gegenüber Waffen mit mechanischer Verriegelung, die stärkere Erwärmung sowie die Verschmutzung des Zylinders.
Nach 1945 wurden folgende Selbstladepistolen mit gasverzögertem Masseverschluss entwickelt: HK P7, Steyr GB und Walther CCP. In der Schweiz wurde das System von der Eidgenössischen Waffenfabrik, Bern (heute RUAG) bei der 9 mm Pistole W+F 47 (Gasverzögerungsprinzip mit Reaktionskolben, Pat. 251151, 15. Okt. 1947) getestet.

### Drehkopfverzögerter Masseverschluss

Prinzip am Beispiel der CMMG Banshee: Während beim Drehkopfverschluss die Rückwärtsbewegung des die Drehung des bewirkt, ist es beim drehkopfverzögerten Masseverschluss genau andersherum. Die Steuerkurve fungiert dabei als Übersetzung.

Das US-amerikanische Unternehmen CMMG stellte 2017 das an das AR-15 angelehnte Pistolenkalibergewehr MkG45 Guard im Kaliber .45 ACP vor und darauf folgend Versionen in 9 mm Luger (MkG-9) und weiteren Kalibern. Anders als die Maschinenpistole Colt 9 mm SMG und davon abgeleitete zivile Pistolenkarabiner mit einfachem Masseverschluss verfügt die von CMMG entwickelte Waffe (Banshee) über einen mithilfe eines rotierenden Verschlusskopfes verzögerten Masseverschluss (engl. „radial delayed blowback“). Der Verschlusskopf hat sieben Verriegelungswarzen und ist durch einen Steuerbolzen mit dem Verschlussträger in dessen Steuerkurve verbunden. Die Verriegelungswarzen sind an ihrem hinteren Ende angeschrägt und greifen in entsprechende Ausnehmungen der Verriegelungsbuchse. Die beim Schuss auftretende Kraft bewegt den Verschlusskopf nach hinten, wobei dieser durch seine angeschrägten Verschlusswarzen gleichzeitig in Drehung versetzt wird. Durch die Steuerkurve wird der Verschlussträger stärker nach hinten beschleunigt als der Verschlusskopf. Die dabei erzeugte Gegenkraft verlangsamt die Rückwärtsbewegung des Verschlusskopfes. Dessen Rücklauf wird so lange verzögert, bis der Gasdruck auf ein sicheres Niveau abgefallen ist. Aufgrund des drehkopfgebremsten Masseverschlusses benötigen sowohl Verschlussträger als auch Pufferstück eine wesentlich geringere Masse als entsprechende Teile bei herkömmlichen AR-15-Pistolenkarabinern gleichen Kalibers, wodurch der Rückstoß deutlich verringert wird.

### Bremsrillenverzögerter Masseverschluss

Bremsrillenverzögerter Masseverschluss

Bei diesem System befinden sich im Patronenlager eine oder mehrere Rillen. Bei der Zündung der Patrone wird die Hülsenwand in die Rille(n) gedrückt. Bei der Rückwärtsbewegung des Verschlusses ziehen sich die Wölbungen in der Hülse wieder zusammen. Da ein Teil der Rückstoßenergie zur Verformung der Hülse aufgebracht werden muss, kommt es zu einer verzögerten Verschlussöffnung. Waffen mit diesem Verschluss sind z. B. Fritz Mann Modell 1921, High Standard T3 Prototype, Seecamp LWS, AMT Automag II und Kimball .30 Carbine Pistol.